# Trofeo Federale 1995
Il Trofeo Federale 1995 è stato la 10ª edizione di tale competizione, e si è concluso con la vittoria del Cosmos, al suo primo titolo.

## Risultati
- Semifinali

A)  Cosmos -  La Fiorita 0 - 0 d.t.s. (5 - 4 rigori)
B)  Tre Fiori -  Faetano 2 - 1 d.t.s.
- Finale:

C)   Cosmos -  Tre Fiori 3 - 2